# Phil Katz
 Phillip Walter Katz  (3 de novembre, 1962 - 14 d'abril, 2000), va ser un programador d'ordinadors més conegut com el creador del format de compressió de dades ZIP, i l'autor de PKZIP, un programa per a la creació de fitxers de ZIP que es va desenvolupar a MS-DOS.

## Educació
Phil Katz es va graduar de la Universitat de Wisconsin-Milwaukee amb un títol de llicenciatura en ciències de la computació.

## Desenvolupament de Programari
El seu primer producte de compressió va ser alliberat a mitjans de la dècada de 1980 amb un programa anomenat PKARC. PKARC era compatible amb el llavors popular ARC, programa escrit per Thom Henderson, fundador de SEA (System Enhancement Associates). ARC va ser escrit en C, amb codi font disponible al BBS de SEA. PKARC, parcialment escrit en assemblador, és molt més ràpid (en aquesta època els compiladors no eren tan bons en optimització, com si ho serien en el segle 21). Katz tenia un do especial per a l'optimització de codi. A més de l'escriptura de codi crític en llenguatge assemblador, l'escrivia codi en C portant a terme la mateixa tasca en diferents formes, i a continuació, examinava la sortida del compilador per veure qual havia produït el més eficient codi assemblador. La velocitat de PKARC ho va fer ràpidament més popular que l'anterior programa.
Inicialment només va alliberar PKXARC, un programa d'extracció, com software gratuït. La seva major velocitat que va ajudar a difondre molt ràpidament en tota la comunitat BBS. La forta reacció positiva i l'alè de la comunitat va fer que Katz primerament afegís un programa de compressió, PKARC, i a continuació, fer el seu programari shareware.

## Controvèrsia i Demandes
PKARC, a més de duplicar les tècniques de compressió utilitzat en ARC, afegeix un nou algorisme que produeix fitxers més petits. No obstant això, aquests fitxers encara utilitzaven l'extensió de fitxer ". ARC". Això va conduir a la situació en què els fitxers que semblaven ser creats per ARC de SEA no poguessin ser llegits per aquest programa. Henderson va considerar això com una apropiació del nom de la marca registrada del seu producte, i demandar Katz. Katz va retirar PKARC del mercat i en el seu lloc va llançar PKPAK, que va ser similar en tot, excepte en nom i l'extensió de fitxer utilitzats.
SEA aviat va descobrir que Katz havia copiat quantitats significatives de codi font distribuït juntament amb el programa ARC, registrat sota dret d'autor. Ells van demandar per violació de marca registrada i violació del dret d'autor. SEA i Katz van fixar, que Katz estava d'acord amb canviar el programa. D'acord amb pèrits contractats per SEA, Katz havia copiat el codi font d'ARC a tal punt que fins i tot tenia els mateixos comentaris i errors ortogràfics. La comunitat de taulers d'anuncis, possiblement a causa de demanar de Katz, va prendre la demanda com un exemple d'una gran corporació sense rostre aixafant el petit-tipus - tot i que les dues empreses eren empreses familiars amb 5 persones o menys. El fundador de SEA, Thom Henderson, havia dit als usuaris que van parlar amb ell en aquest moment "no li interessava" si PKARC s'havia apropiació indegudament de marques i drets d'autor, que només volia utilitzar el programari més ràpid per comprimir i descomprimir fitxers.

## PKZIP
Katz ràpidament substituir PKARC amb PKPAK, i poc després d'això, amb el nou i completament reescrit PKZIP. Alliberat com shareware, PKZIP comprimia millor i més ràpid que ARC. Katz manté el nou format de fitxer ZIP obert. Com a resultat d'això, aviat es va convertir en un estàndard per a la compressió de fitxers a través de moltes plataformes.
PKZIP va fer a Katz un dels més coneguts autors de shareware de tots els temps. Encara que la seva empresa PKWARE es va convertir en una empresa de molts milions de dòlars, Katz és més conegut per la seva experiència tècnica que per la seva experiència en la gestió d'una empresa. La seva família el va ajudar en la gestió de l'empresa, però finalment el van acomiadar quan se li va negar l'accés als beneficis de l'empresa.
Katz s'oposa categòricament a Microsoft Windows en els principis dels anys 90. Això va provocar que PKWARE perdés l'oportunitat de ser el primer a portar PKZIP a aquesta plataforma.

## Mort
Katz va encapçalar una molt agitada vida personal i combatre l'alcoholisme per anys. El 14 d'abril de 2000 a l'edat de 37, Katz va ser trobat mort en una habitació d'hotel amb una ampolla buida de menta Schnapps a la mà. Un informe del metge forense va declarar la seva mort va ser el resultat d'una hemorràgia aguda de pàncrees causada per alcoholisme crònic.